# Крейтер, Владимир Владимирович
Влади́мир Влади́мирович Кре́йтер (1890 — 23 июня 1950) — русский офицер, герой Первой мировой войны, участник Белого движения.

## Биография
Православный. Из потомственных дворян Санкт-Петербургской губернии.
Окончил Суворовский кадетский корпус (1907) и Николаевское кавалерийское училище (1909), откуда был выпущен корнетом в 1-й гусарский Сумской полк. Произведен в поручики 10 сентября 1912 года.
В 1912 году поступил в Николаевскую военную академию, где окончил два класса. С началом Первой мировой войны был откомандирован в свой полк. Пожалован Георгиевским оружием
За то, что, 24 октября 1914 года, производя со своим эскадроном разведку на фронте Ширгупенен-Будседшен, выбил по пути из деревень Гуделен, Егленишкин и Кассубен неприятельские разъезды и занял последнюю. Двинувшись далее для разведки д. Тракенен, эскадрон наткнулся у д. Ензунен на заставу, открывшую по эскадрону сильный огонь; сбив заставу и прорвав неприятельское охранение, ворвался в д. Тракенен и точно определил находящиеся в ней силы. При отходе эскадрон был окружен и по нему был открыт перекрестный ружейный, пулеметный и артиллерийский огонь, тем не менее, эскадрон, опрокинув по пути несколько разъездов, прорвался, при чем были доставлены точные сведения о неприятельских силах.
Произведен в штабс-ротмистры 13 апреля 1915 года «за отличия в делах против неприятеля». 24 июля 1915 года назначен помощником старшего адъютанта отдела генерал-квартирмейстера штаба 13-й армии, позднее в 1915 году назначен на ту же должность в штабе 12-й армии. 14 июля 1916 года переведен в Генеральный штаб с назначением старшим адъютантом штаба 3-й кавалерийской дивизии, а 15 августа того же года произведен в капитаны. 4 марта 1917 года назначен помощником старшего адъютанта отдела генерал-квартирмейстера штаба 6-й армии, а 2 апреля произведен в подполковники. 16 октября 1917 года назначен старшим адъютантом того же отдела.
1 октября 1918 года вступил в Добровольческую армию. Был начальником штаба бригады, затем начальником штаба 2-й дивизии в составе 5-го кавалерийского корпуса. В Русской армии занимал должность начальника штаба 1-й кавалерийской дивизии, а затем конного корпуса генерала Барбовича. Награждён орденом Св. Николая Чудотворца
За то, что временно командуя 1-й бригадой 1-й кавалерийской дивизии в бою 15 июля 1920 года под д. Малая Павловка, он, получив приказание овладеть деревней, сильно занятой бригадой красных курсантов, при 4 бронепоездах, 3 бронеавтомобилях и мощной артиллерии, лично ведя в атаку бригаду в конном строю, ворвался на улицу деревни, где завязался жестокий рукопашный бой. Заметив тяжелое положение, создавшееся на его левом фланге вследствие сильного огня неприятельских бронеавтомобилей, он, собрав небольшую группу, бросился с нею во главе на броневики красных, которые, не выдержав атаки, обратились в бегство. Этот доблестный пример начальника ободрил наши части, которые дружной атакой смяли красных, обратили их в бегство и заняли как деревню, так и всю линию железной дороги до дер. Малая Токмачка. Трофеями были 15 пулеметов, 300 пленных и другая добыча.
На 7 октября 1920 года — генерал-майор, командир 2-й бригады 2-й кавалерийской дивизии, на 28 декабря 1920 — начальник штаба кавалерийской дивизии в Галлиполи.
В эмиграции в Югославии. Жил в Панчеве, в начале 1920-х годов служил в пограничной страже. Состоял членом Общества офицеров Генерального штаба. В сообщении пражской резидентуры Иностранного отдела ОГПУ характеризовался как:

Выдающийся кавалерийский генерал. Несмотря на свою молодость (30—32 года), широко образован; храбрый, решительный, с большой инициативой. Георгиевский кавалер, пользуется большим авторитетом среди подчиненных, среди начальников частей и среди офицеров Ген[ерального] штаба. Один из немногих офицеров Ген[ерального] шт[аба], следящих за текущей военной мыслью.

В годы Второй мировой войны служил в Русском корпусе, в конце войны возглавил штаб корпуса. В 1949 году издал в Париже сборник «Суворовский кадетский корпус: Памятка. 1899—1949». Скончался в 1950 году в городе Дахау. Похоронен на местном кладбище.

## Семья
Был женат на Наталье Константиновне Крейтер. Их дети:
- Никита, лейтенант Русского корпуса, затем служил в 1-й Казачьей кавалерийской дивизии и РОА. В 1946 году был выдан из лагеря Дахау в советскую зону оккупации. Умер в 1948 году в Германии (?).[2]
- Владимир

## Награды
- Орден Святого Владимира 4-й ст. с мечами и бантом (ВП 29.10.1914)
- Орден Святой Анны 4-й ст. с надписью «за храбрость» (ВП 8.11.1914)
- Георгиевское оружие (ВП 21.03.1915)
- Орден Святого Станислава 3-й ст. с мечами и бантом (ВП 5.02.1916)
- Орден Святого Станислава 2-й ст. с мечами (ВП 7.06.1916)
- Орден Святой Анны 3-й ст. с мечами и бантом (ПАФ 12.04.1917)
- Орден Святителя Николая Чудотворца (Приказ Главнокомандующего, № 3705, 7/20 октября 1920)